# الصليب الأحمر اللبناني
الصليب الأحمر اللبناني هو أحد مكوّنات الحركة العالمية المؤلفة من: اللجنة الدولية للصليب الأحمر (جنيف) الاتحاد الدولي لجمعيات الصليب الأحمر والهلال الأحمر و176 جمعية وطنية. وهذه الحركة الدولية تضم أكثر من 15 ملايين متطوع حول العالم. وعضو مؤسس لمنظمة جمعيات الهلال الأحمر والصليب الأحمر العربية.
نظراً لأغلبيته المسيحية حتى نقطة غير محددة في الربع الثالث من القرن العشرين، فإن لبنان هو البلد العضو الوحيد في جامعة الدول العربية الذي يستخدم الصليب الأحمر كرمز له. أما باقي البلدان العربية الـ21 فتستخدم الهلال الأحمر.

## غاية الصليب الأحمر اللبناني
بث ونشر السلام وخدمة المجتمع وتخفيف آلام الإنسان بتجرّد ومن دون تمييز من حيث العنصر أو الجنسية أو الطبقة أو المعتقد الديني أو الانتماء السياسي.
ويقوم الصليب الأحمر اللبناني بشكل خاص:
1) التصرّف في حالات النزاع المسلح كمساعد لمصالح الجيش اللبناني الصحية في جميع الميادين المنصوص عليها في اتفاقيات جنيف، مع الاستعداد لذلك مسبقا" في وقت السلم، باعتبار أنَّ الصليب الأحمر اللبناني مساعد للمرافق الصحية العامة في جميع المجالات المنصوص عليها ضمن اتفاقيات جنيف ولصالح جميع ضحايا الحرب من مدنيين وعسكريين.
2) الاشتراك في المساعي الهادفة إلى النهوض بالمستوى الصحي والوقاية من الأمراض والتخفيف من المعاناة من خلال برامج تأهيلية وتعاضدية تستهدف خدمة السكان وتتفق مع الاحتياجات والظروف الملموسة على الصعيدين الوطني والمحلي.
3) تنظيم خدمات الإغاثة العاجلة لصالح ضحايا الكوارث، أيّاً كان نوعها.
4) انتقاء وتدريب وتعيين القِوى العاملة اللازمة لإنجاز الأعمال المعهودة للصليب الأحمر اللبناني.
5) التشجيع على اشتراك الأطفال والنشئ في أنشطة الصليب الأحمر اللبناني.
6) نشر المبادئ الأساسية للحركة العالمية للصليب الأحمر والهلال الأحمر والقانون الدولي الإنساني، بهدف بث روح السلام والتفاهم والاحترام بين الشعوب والأفراد، لا سيما الشباب والأطفال.
يعتبر الصليب الأحمر اللبناني أكبر منظمة وطنية إنسانية في لبنان بحيث يضم أكثر من ستة آلاف متطوّع ومتطوّعة في صفوفه، يعملون في خدمة أشدّ الفئات ضعفا" في المجتمع اللبناني في مجالات متنوعة.
طوّر الصليب الأحمر اللبناني خدماته ونشاطاته وأعماله خلال 55 عاما" حيث أصبحت تشمل الإسعاف الأوّلي، الخدمات الطبية، تعليم الإسعافات الأولية، التمريض، نقل الدم وتوزيعه، الوقاية والإرشاد الصحي، خدمات المعوّقين، برامج تثقيفية وترفيهية للناشئة والشباب، نشر وتعليم مبادئ القانون الدولي الإنساني وإغاثة المرضى والمصابين... وغيرها من الأعمال الإنسانية.
يُساهم الصليب الأحمر اللبناني كل سنة على سبيل المثال في:
1) تأمين أكثر من 17500 وحدة دم كإمدادات دم مطلوبة للمرضى والمصابين.
2) تدريب أكثر من 30500 شخصا" على مهارات إسعافية لإنقاذ حياة المرضى والمصابين.
3) تغطية خدمة الإسعاف الأوّلي والطوارئ على مدار السنة 24 ساعة / 24 ساعة.
4) تقديم معاينات طبية وتوجيه وإرشاد صحي واجتماعي ورعاية معوقين وأدوية إلى ما يقارب 457000 شخصا".
5) يدرّب أكثر 2000 من شاب أو شابة على مهارات تربوية وتثقيفية وترفيهية للناشئة.
6) نشر وتعليم القانون الدولي الإنساني واتفاقيات جنيف لأكثر من 19500 شخصا".

## المبادئ الأساسية الصليب الأحمر اللبناني
يستند الصليب الأحمر اللبناني في كل أعماله وخدماته ونشاطاته على المبادئ الأساسية للحركة العالمية للصليب الأحمر والهلال الأحمر.
- الإنسانية

انبثقت الحركة الدولية للصليب الأحمر والهلال الأحمر عن الرغبة في إغاثة جرحى الحرب دون تمييز بينهم، وهي تواصل جهودها على الصعيدين الدولي والوطني للوقاية والتخفيف من آلام الإنسان أينما كانت أسبابها قائمة ولحماية الحياة والصحة وضمان احترام الكرامة الإنسانية وتعزيز التفاهم والتعاون والسلام الدائم بين جميع شعوب العالم.
- عدم التحيّز

لا تميز الحركة بين القوميات أو الأجناس أو الأديان أو العقائد السياسية وهي لا تهدف سوى إلى إزالة معاناة الإنسان وتعطي الأولوية للحالات التي تتطلب عملا«عاجلا».
- الحياد

وللاحتفاظ بثقة الجميع تمتنع الحركة عن الاشتراك في أيّة أعمال عدائية أو في مجادلات متعلقة بالمسائل السياسية والدينية والعرقية والمذهبية.
- الاستقلال

تتمتع الحركة بالاستقلال، ورغم أن الجمعيات الوطنية تعمل كأجهزة مساعدة للسلطات العامة فيما تضطلع به هذه الأخيرة من نشاطات إنسانية وتخضع للقوانين السارية في بلادها، فإنه يجب أن تحافظ على استقلالها التام حتى تستطيع أن تتصرف بموجب مبادئ الصليب الأحمر والهلال الأحمر في جميع المجالات.
- الخدمة التطوعية

تهدف الحركة إلى توفير الإغاثة التطوعية دون أن تسعى إلى تحقيق أي ربح مادي أو معنوي.
- الوحدة

لا توجد أكثر من جمعية واحدة فقط للصليب الأحمر والهلال الأحمر في كل بلد ويجب أن تكون خدماتها متاحة للجميع وشاملة لجميع أنحاء البلاد.
- العالمية

تشمل الحركة الدولية للصليب الأحمر والهلال الأحمر العالم أجمع، وتتمتع كل الجمعيات بنفس الوضع في ظلِّها وتلتزم بنفس المسؤوليات والواجبات بصدد التعاون فيما بينها.

## كيف يموّل الصليب الأحمر اللبناني أعماله ونشاطاته
الصليب الأحمر اللبناني جمعية وطنية مستقلة ذات منفعة ولا تتوخّى الربح، تعتمد بشكل أساسي في مواردها المالية على المساهمات المباشرة من الشعب اللبناني والمؤسسات وعلى المساعدات الحكومية وعلى البرامج المموّلة من الاتحاد الدولي لجمعيات الصليب الأحمر والهلال الأحمر بدعم من الجمعيات الوطنية الصديقة، زمن اللجنة الدولية للصليب الأحمر.
والموارد المالية الأساسية للصليب الأحمر اللبناني هي من:
1) اشتراكات الأعضاء المتطوعين في الجمعية.
2) البدل الرمزي عن الخدمات الطبية ونقل الدم والتعليم.
3) الحملة المالية السنوية.
4) الهِبات والوصايا والمساعدات من الأفراد والشركات والمؤسّسات.

## انتشاره
تتواجد مراكز الجمعية على معظم الأراضي اللبنانية وتقوم بنشاطها وخدماتها عبر الّلجان والمراكز والمعاهد والاندية الآتية:
- 31 لجنة محلية
- 49 مركزا" للخدمات الطبية الاجتماعية
- 15 مستوصفا«متنقّلا»
- مشغلا«واحدا» للأطراف الاصطناعية
- 9 مراكز نقل دم (بنوك دم)
- 43 مركزا" للإسعاف الأولي
- 29 مركزا«و ناديا» للناشئين والشباب
- 6 معاهد تمريض
- 3 مدارس معاونين صحيين
- 6 لجان محلية قيد التأسيس
-قسم الخدمات الطبية الاجتماعية
تأسّس عام 1945 ويُعنى بالشؤون الطبية الاجتماعية من خلال مراكزه العاملة في جميع الأقضية والمحافظات اللبنانية لتلبية الحاجات الإنسانية المتعلّقة بالناحيَتين الصحية والاجتماعية وأهم النشاطات التي يقوم بها:
1 – المعاينات الطبية
2 – برنامج الرعاية الصحية الأولية ويشمل:
1 – التثقيف الصحي.
2 – حماية الأم والطفل.
3 – تنظيم الأسرة.
4 – التحصين ضد الأمراض السارية للأولاد من عمر سنة إلى 12 سنة.
5 – الصحة المدرسية.
-قسم التعليم والإعداد المهني
يضم معاهد تمريض ومدرستين للمعاونين الصحيين ودائرتي التثقيف الصحي وتعليم الإسعافات الأولية
-قسم العمليات
يقوم هذا القسم بتأمين الاتصالات والتنسيق بين أقسام ولجان الصليب الأحمر اللبناني على الأراضي اللبنانية كافة تسهيلا" للنشاطات.
-قسم التجهيز
يتضمن:
- دائرة التجهيز وتهتم بــ: المشتريات، استلام وخزن المواد العينيّة، تأمين صيانة التجهيزات الأساسية.
- دائرة اللوجستية وتهتم بتأمين الأعمال اليومية لا سيما الآتي:

1 – تأمين النقل والشحن والمواصلات المتعلّقة بمهام الصليب الأحمر اللبناني.
2 – تخليص البضائع وشحنها وإنجاز المعاملات الرسمية في الإدارات والمرافئ وغيرها من تأمين البريد.
3 – تنظيم عمليات سير الآليات واستعمال المعدات وتوزيع المحروقات.
4 – الصيانة والتصليح للآليات والمعدات.
5- متابعة قضايا الحوادث والتأمين.
-قسم فرق الإسعاف الأولي
الإسعاف الأولي والطوارئ
لمحة تاريخية: بدأ العمل في فرق الإسعاف الأولي في الصليب الأحمر اللبناني سنة 1964، وكان يضم في حينه اثني عشر متطوعاً. مع بداية الحرب اللبنانية في العام 1975 ونظراً للحاجة ازداد عدد المتطوعين إلى 150 مسعفاً و5 مراكز. العام 1982 ومع تصاعد الأعمال العدائية الإسرائيلية على لبنان أضحى العدد 1000 مسعف و27 مركزاً، أما اليوم فإن تعداد المتطوعين في فرق الإسعاف الأولي يناهز ال2500 مسعف ومسعفة
خدمات الإسعاف والطوارئ: يقوم متطوّعو فرق الإسعاف الدولي بتأمين خدمة الإسعاف والطوارئ على الأراضي اللبنانية كافة 24/24 على مدار أيام السنة وتتمحور الخدمات التي تقدم بالآتي:
إسعاف ونقل طارئ للمصابين في حوادث الطرق والجبال والحوادث المنزلية، إسعاف أوّلي لضحايا النوبات القلبية (CPR)، إسعاف أوّلي للأطفال وللمرضى في المنازل (الذين لا يستطيعون الوصول إلى مراكز الإسعاف)، تأمين مراكز إسعاف في النشاطات والاحتفالات الوطنية والرياضية والثقافية والفنية ومراكز التزلج، نقل المرضى من وإلى المستشفيات، نقل الجثث (في بعض الحالات الخاصة)، نقل وحدات دم إلى المستشفيات (في حال الطوارئ فقط) وتقديم الإسعافات الأولية في مراكز الإسعاف وبلغ عددها 40 مركزا" و262 سيارة اسعاف.
الإسعاف النهاري: قبل سنة 1995 كانت الفرق المتطوعة في الإسعاف الأولي تعمل من الخامسة مساءً حتى السادسة صباحاً من كل يوم، إلا أنه بدءاً من سنة 1995 باشر الصليب الأحمر اللبناني تأمين الإسعاف - الطوارئ في النهار على الأراضي اللبنانية بموجب اتفاق مشترك مع وزارة الصحة العامة.
طلب المساعدة: الاتصال 140: يمكن لأي مواطن تعرض لحادث طارئ في أثناء العمل، القيادة، التزلج... وبحاجة إلى الإنقاذ والإسعاف الاتصال على الرقم 140 من أي هاتف خلوي أو عادي من أي منطقة في لبنان، وتقوم فرق الإسعاف الأولي بتلبية نداء العون بشكل فوري.
وتتولى غرفة اتصالات مركزية تابعة لقسم العمليات التنسيق الميداني خلال أعمال الإغاثة عبر البلاغات الفورية للمسعفين وذلك لتسهيل العمل واختصار الوقت بالتعاون مع جميع المراكز وتعمل غرفة الاتصالات على مدى 24 ساعة حيث يتم تلقّي الاتصال من خلال الرقم 140 المجاني من أي هاتف (ثابت أو خلوي)
التنسيق مع الهيئات والمؤسسات: يتم تنسيق عمل فرق الإسعاف الأولي الميداني بواسطة غرفة عمليات مركزية تتولى توجيه الفرق المتطوعة إلى مكان الحادث ومراقبة سير المعالجة وتأمين الاتصال بالمستشفيات والتنسيق مع الجيش اللبناني وقِوَى الأمن الداخلي والدفاع المدني وفوج الإطفاء.

## برامجه
إعداد وتأهيل مسعفين من خلال:
إقامة دورات "60 ساعة " إسعافات أوّلية للراغبين (بالتنسيق مع قسم التعليم / دائرة تعليم الإسعافات الأولية)، دورات نظرية وتطبيقية على الإسعافات الأولية وبرنامج VISA I (بالتعاون مع قسم التعليم / دائرة تعليم الإسعافات الأولية)، ويصبح مسعفا" من خضع للدورات وتواجد وعمل في مراكز الصليب الأحمر اللبناني لمدة 3 أشهر وخضع لبرامج VISA 2 (بالتعاون مع قسم التعليم / دائرة تعليم الإسعافات الأولية)، وإعداد رؤساء للفرق وللمناطق وللأقاليم.
إن التدريبات النظرية والتطبيقية يقوم بها كادر مؤلّف من مدربين ومسعفين قدامى وأطباء، من خلال: حلقات، ندوات، أعمال ميدانية ومخيمات تدريبية.
تنظيم دورات متخصصة في الأمور التالية:
إغاثة على الطرق، إغاثة في الجبال وعلى الثلوج وفي الماء، إسعافات أولية للحروق، إسعاف الأطفال وإسعاف المصابين بالأزمة القلبية.

## مراكز فرق الإسعاف الأولي
- جبل لبنان: فرن الشبّاك – الأشرفية – المريجة – بعبدا – عاليه – بيت الدين – قبر شمون – دير القمر – الشويفات - فالوغا – بيت مري – جل الديب – إنطلياس –بولونيا – قرنة شهوان – جونيه – جبيل.
- البقاع: راشيّا – مشغرة – جب جنين – قب الياس – زحلة – بعلبك – الهرمل.
- الجنوب: صيدا – جنسنايا – انصاريه – صور – جزّين– شبعا
- النبطيّة: النبطيّة – تبنين – مرجعيون – رميش – حاصبيا.
- الشمال: طرابلس – البترون – الكورة – بشري – زغرتا – حلبا – حرار– القبيات - تنورين.

## شهداء الصليب الأحمر اللبناني
حلّت الذكرى السنوية لشهداء الصليب الأحمر اللبناني التي تحييها الجمعية في 27 نيسان من كل عام، و«كتاب الشهادة في الصليب الأحمر اللبناني فتح من جديد» بعدما كانت هذه الجمعية الإنسانية الوطنية اعتقدت «أن هذا الكتاب لن يفتح ثانية (...) وأن الذكرى، وإن كانت تمر سنويا ولها في قلبنا مكانة مميزة وطعم مر، إنما نحييها لنستذكر شهدائنا ونصبّر قلوبنا وقلوب الأهل المحبّين على مدى 21 عاما وهو عمر سقوط الشهيد الأول»، في قافلة شهداء الصليب الأحمر الذين ارتفع عددهم إلى 13 شهيدا مع سقوط الشهيد الثالث عشر المسعف مخايل الجبيلي عن «صهوة الإنسانية»، خلال مهمة إنقاذية في العدوان الإسرائيلي الصيف الفائت على لبنان، فكان للذكرى الـ 22 «طعم المر، كأنَّ الأمس صار اليوم».
شهداء الصليب الأحمر اللبناني:
شهداء الواجب الصحي
- ماري الزغبي (2 نيسان 1981)
- خليل صيدح (2 نيسان 1981)
- سليم حسن حمود (2 نيسان 1981)
- طوني ريمون أسمر (20 شباط 1984)
- سليم فيكتور عبدو (6 شباط 1984)
- ميشال منصور مكرزل (27 نيسان 1985)
- جوزيف جرجس خوري (27 نيسان 1985)
- باسل عبد الغني بزري (6 ايار 1985)
- طه إسماعيل لاشين (17 ايلول 1985)خلال عملية إخلاء مدنيين (معارك طرابلس)
- سليم إنطوان خير الله (10 آب 1986)
- فارس داود لبس (1 تشرين أول 1986)
- حسين سامي همدر (16 شباط 1987)
- ميخائيل جبيلي (11 آب 2006)
- هيثم ميشال سليمان (11 حزيران 2007) خلال معارك نهر البارد
- بولس جوزف معماري (11 حزيران 2007) خلال معارك نهر البارد